# Brloh (Český Krumlov-i járás)
Brloh település Csehországban, a Český Krumlov-i járásban. Brloh Záboří, Ktiš, Nová Ves, Lhenice, Chvalšiny és Křemže településekkel határos. Lakosainak száma 1076 fő (2024. január 1.).

## Népesség
A település lakosságának változását az alábbi diagram mutatja:
| Lakosok száma | 2086 | 2056 | 1983 | 1297 | 928  | 1036 | 1058 | 1058 | 1076 | 1076 |
|               | 1869 | 1890 | 1921 | 1950 | 1980 | 2001 | 2017 | 2019 | 2022 | 2024 |